# Coupe SheBelieves
La Coupe SheBelieves (en anglais : SheBelieves Cup) est une compétition internationale de football féminin qui se déroule chaque année aux États-Unis, sur invitation. Créée en 2016, elle est le tournoi amical le plus important puisqu'elle réunit 4 sélections parmi les meilleures nations au classement mondial. Les trois premières éditions rassemblent les mêmes équipes, à savoir l'Allemagne, l'Angleterre, la France et les États-Unis, pays hôte. En 2019, l'Angleterre est rejointe par le Japon et le Brésil. Pour l'édition 2020, l'Espagne remplace le Brésil.

## Format
La Coupe SheBelieves est un tournoi, car il s'agit d'un championnat à 4, sans tableau final, chaque équipe dispute 3 rencontres. La Coupe est aussi le nom du trophée remporté par l'équipe qui remporte l'édition.

## Historique
Le tournoi est créé par la Fédération des États-Unis de soccer (USSF). Après plusieurs tournois relativement amateurs dans les années 1990, la fédération décide d'organiser son propre tournoi en 2016, officiellement en préparation des jeux olympiques 2016. Mais aussi, la fédération était lassée de se déplacer au Portugal, après 19 participations consécutives à la Coupe Algarve, dont 10 titres, n'en tirant que peu de bénéfice et surtout que peu d'exposition médiatique aux États-Unis. (Le Portugal finit d'ailleurs 8 fois dernier sur les 22 premières éditions de la Coupe Algarve, légitimant peu la présence des meilleures équipes mondiales).
Le nom SheBelieves est le nom d'une campagne de publicité basée sur un hashtag twitter SheBelieves (qui peut être traduit par ElleCroit) et sur le hashtag USWNT (United States Women National Team), relayées sur tous les supports publicitaires possibles. Cette campagne est créée par la USSF.
Pour l'édition 2020, avec trois victoires en trois matches, les États-Unis remportent pour la troisième fois la SheBelieves Cup à domicile. En terminant deuxième, l'Espagne confirme son beau parcours en Coupe du monde 2019 en battant, lors du dernier match, l'Angleterre (1-0), demi-finaliste du dernier Mondial. Le Japon, dernier, perd ses trois rencontres.
Concurrencée par la création du Tournoi de France, puis de la Arnold Clark Cup, la SheBelieves Cup propose un plateau de moins en moins relevé à partir de 2021. En 2022, les trois nations invitées ne sont classées qu'entre la 16e et la 24e place du classement FIFA.

## Palmarès et statistiques

### Palmarès
| Année |                |                 |            |                  |
| Année | Championne     | Vice-championne | Troisième  | Quatrième        |
| ----- | -------------- | --------------- | ---------- | ---------------- |
| 2016  | États-Unis     | Allemagne       | Angleterre | France           |
| 2017  | France         | Allemagne       | Angleterre | États-Unis       |
| 2018  | États-Unis (2) | Angleterre      | France     | Allemagne        |
| 2019  | Angleterre     | États-Unis      | Japon      | Brésil           |
| 2020  | États-Unis (3) | Espagne         | Angleterre | Japon            |
| 2021  | États-Unis (4) | Brésil          | Canada     | Argentine        |
| 2022  | États-Unis (5) | Islande         | Tchéquie   | Nouvelle-Zélande |
| 2023  | États-Unis (6) | Japon           | Brésil     | Canada           |
| 2024  | États-Unis (7) | Canada          | Brésil     | Japon            |

### Classement
| Rang | Nation           | Titres                                         | 2e | 3e | 4e |
| ---- | ---------------- | ---------------------------------------------- | -- | -- | -- |
| 1    | États-Unis       | 7 (2016, 2018, 2020, 2021, 2022, 2023 et 2024) | 1  | -  | 1  |
| 2    | Angleterre       | 1 (2019)                                       | 1  | 3  | -  |
| 3    | France           | 1 (2017)                                       | -  | 1  | 1  |
| 4    | Allemagne        |                                                | 2  | -  | 1  |
| 5    | Brésil           |                                                | 1  | 2  | 1  |
| 5    | Japon            |                                                | 1  | 1  | 2  |
| 7    | Islande          |                                                | 1  | -  | -  |
| 7    | Espagne          |                                                | 1  | -  | -  |
| 9    | Canada           |                                                | 1  | 1  | 1  |
| 10   | Tchéquie         |                                                | -  | 1  | -  |
| 11   | Argentine        |                                                | -  | -  | 1  |
| 11   | Nouvelle-Zélande |                                                | -  | -  | 1  |

### Participations
| Nation           | 2016 | 2017 | 2018 | 2019 | 2020 | 2021 | 2022 | 2023 | 2024 | Participations |
| ---------------- | ---- | ---- | ---- | ---- | ---- | ---- | ---- | ---- | ---- | -------------- |
| Allemagne        | 2e   | 2e   | 4e   | –    | –    | –    | –    | –    | –    | 3              |
| Angleterre       | 3e   | 3e   | 2e   | 1re  | 3e   | –    | –    | –    | –    | 5              |
| Argentine        | –    | –    | –    | –    | –    | 4e   | –    | –    | –    | 1              |
| Brésil           | –    | –    | –    | 4e   | –    | 2e   | –    | 3e   | 3e   | 4              |
| Canada           | –    | –    | –    | –    | –    | 3e   | –    | 4e   | 2e   | 3              |
| Espagne          | –    | –    | –    | –    | 2e   | –    | –    | –    | –    | 1              |
| États-Unis       | 1re  | 4e   | 1re  | 2e   | 1re  | 1re  | 1re  | 1re  | 1re  | 9              |
| France           | 4e   | 1re  | 3e   | –    | –    | –    | –    | –    | –    | 3              |
| Islande          | –    | –    | –    | –    | –    | –    | 2e   | –    | –    | 1              |
| Japon            | –    | –    | –    | 3e   | 4e   | –    | –    | 2e   | 4e   | 4              |
| Nouvelle-Zélande | –    | –    | –    | –    | –    | –    | 4e   | –    | –    | 1              |
| Tchéquie         | –    | –    | –    | –    | –    | –    | 3e   | –    | –    | 1              |
| Total            | 4    | 4    | 4    | 4    | 4    | 4    | 4    | 4    | 4    |                |

### Statistiques générales
| Rang | Nation           | Tourn. | J  | V  | N | D | BP | BC | Diff | Vict % | Pts |
| ---- | ---------------- | ------ | -- | -- | - | - | -- | -- | ---- | ------ | --- |
| 1    | États-Unis       | 9      | 26 | 19 | 5 | 2 | 47 | 15 | +31  | 73 %   | 62  |
| 2    | Angleterre       | 5      | 15 | 5  | 3 | 7 | 17 | 16 | +1   | 33 %   | 18  |
| 3    | France           | 3      | 9  | 3  | 3 | 3 | 10 | 8  | +2   | 33 %   | 12  |
| 4    | Brésil           | 4      | 11 | 5  | 0 | 6 | 12 | 15 | -3   | 45 %   | 11  |
| 5    | Allemagne        | 3      | 9  | 3  | 2 | 4 | 7  | 10 | -3   | 33 %   | 11  |
| 6    | Canada           | 3      | 8  | 4  | 0 | 4 | 6  | 11 | -5   | 50 %   | 8   |
| 7    | Japon            | 4      | 11 | 2  | 2 | 6 | 10 | 15 | -5   | 18 %   | 8   |
| 8    | Espagne          | 1      | 3  | 2  | 0 | 1 | 4  | 2  | +2   | 67 %   | 6   |
| 9    | Islande          | 1      | 3  | 2  | 0 | 1 | 3  | 6  | -3   | 67 %   | 6   |
| 10   | Tchéquie         | 1      | 3  | 0  | 2 | 1 | 1  | 2  | -1   | 0 %    | 2   |
| 11   | Nouvelle-Zélande | 1      | 3  | 0  | 1 | 2 | 0  | 6  | -6   | 0 %    | 1   |
| 12   | Argentine        | 1      | 3  | 0  | 0 | 3 | 1  | 11 | -10  | 0 %    | 0   |

### Meilleure joueuse
| Année | Joueuse          |
| ----- | ---------------- |
| 2016  | Alex Morgan      |
| 2017  | Camille Abily    |
| 2020  | Alexia Putellas  |
| 2021  | Rose Lavelle     |
| 2022  | Catarina Macario |
| 2023  | Mallory Swanson  |
| 2024  | Sophia Smith     |

### Buteuses
| Rang | Joueuse           | Buts |
| ---- | ----------------- | ---- |
| 1    | Mallory Swanson   | 8    |
| 2    | Megan Rapinoe     | 7    |
| 3    | Alex Morgan       | 5    |
| 3    | Ellen White       | 5    |
| 5    | Christen Press    | 4    |
| 5    | Debinha           | 4    |
| 7    | Eugénie Le Sommer | 3    |
| 8    | Toni Duggan       | 2    |
| 8    | Beth Mead         | 2    |
| 8    | Camille Abily     | 2    |
| 8    | Anja Mittag       | 2    |
| 8    | Mana Iwabuchi     | 2    |
| 8    | Yuka Momiki       | 2    |
| 8    | Lucía García      | 2    |
| 8    | Alexia Putellas   | 2    |
| 8    | Tobin Heath       | 2    |
| 8    | Carli Lloyd       | 2    |
| 8    | Catarina Macario  | 2    |
| 8    | Kristie Mewis     | 2    |